# Ernst Hohmeyer
Ernst Hohmeyer (* 18. Dezember 1882 in Meißen; † 14. Dezember 1966 in Evesen) war ein deutscher Landwirt und Politiker (DNVP).

## Leben
Ernst Hohmeyer wurde als Sohn eines Landwirts geboren. 
1922 wurde er als Abgeordneter in den Landtag des Freistaates Schaumburg-Lippe gewählt, dem er bis 1928 angehörte.
Hohmeyer heiratete 1908. Er bewirtschaftete den von seiner Frau geb. Kuhlmann mit in die Ehe eingebrachten Hof in Evesen. Er hatte drei Töchter und einen Sohn.